# На відстані кохання
На відстані кохання — драма 2010 року.

## Сюжет
За пивом, розмовами про дрібниці в барі і за сніданком наступного ранку безмежна дотепність і непідробна щирість Ерін зачаровують Гарретта, який тільки пережив розлучення. Пристрасть спалахнула й переросла у справжню бурю почуттів, що захопила молодих людей на все літо, але ніхто не чекав, що у роману може бути продовження — адже Ерін вирушає додому до Сан-Франциско, а Гарретт залишається працювати в Нью-Йорку. Однак шість тижнів божевільних веселощів несподівано стали дуже значущими, і обидва більше не впевнені, чи хочуть вони, щоб все раптом закінчилося.